# Hans-Hartwig Otto
Hans-Hartwig Otto (* 22. Mai 1939 in Münster) ist ein deutscher Chemiker und emeritierter Professor für Pharmazeutische Chemie an der Universität Greifswald.

## Leben
Otto studierte Pharmazie und Chemie in Berlin (FU) und in Marburg. Er legte  1963 die Pharmazeutische Staatsprüfung ab. Im Jahre 1966 erfolgte die Promotion in Pharmazeutischer Chemie in Marburg bei H. Böhme.  Im Jahre 1973 erfolgte  Habilitation für Pharmazeutische Chemie an der Universität Marburg. Von 1972 bis 1978 war er Professor für Pharmazeutische Chemie in Marburg, seit 1978 in Freiburg im Breisgau. Dann wurde er im Jahre 1996 an die Universität Greifswald berufen und blieb dort bis zu seiner Emeritierung  im Jahre 2004.
Er ist verheiratet und hat drei Töchter.

## Wirken
Forschungs- und Arbeitsgebiete sind unter anderem:  Arzneistoffsynthesen unter besonderer Berücksichtigung stereochemischer Probleme, Heterocyclensynthesen, Arzneibuchanalytik sowie Beschäftigung mit Naturstoffen (Flavonoiden).
Hans-Hartwig Otto war von 1992 bis 1995 Präsident der Deutschen Pharmazeutischen Gesellschaft (DPhG), er ist auch langjähriges Mitglied der Gesellschaft Deutscher Chemiker (GDCh).

## Publikationen (Auswahl)
- Hans-Hartwig Otto, Olaf Rinus, Herbert Schmelz (1979): Zur Synthese von 4-Aryl-5,6-dihydro-benzo[h]chinolinen, Monatshefte für Chemie, Volume 110, pages 115–119, doi:10.1007/BF00903753
- Hans-Hartwig Otto (1980): Untersuchungen zur Hydraminspaltung, Pharmazie in unserer Zeit,  doi:10.1002/pauz.19800090103
- Karl-Bernd Walter, Hans-Hartwig Otto (1987): Stickstoffhaltige Derivate der Tetronsäure, Arch. Pharm. doi:10.1002/ardp.19873200814
- H. Helwig, H.-H. Otto: Arzneimittel, ISBN 978-3-8047-2610-9[4]
- H.-H. Otto, T. Schirmeister (1997): Cysteine Proteases and Their Inhibitors, Chem. Rev. Feb 5;97(1):133–172. doi: 10.1021/cr950025u
- H.-H. Otto et al. (2008): β-Lactam derivatives as potential anti-cancer compounds, Monatshefte für Chemie, volume 139, issue 7, pages 847–857, doi:10.1007/s00706-007-0838-4